# マリー・ランド
マリー・ランド（Mary Denise Rand、1940年2月10日 - ）は、イギリス・ウェルズ出身の女子陸上競技選手。
1964年東京オリンピック女子走幅跳の金メダリスト。マリーの金メダルはイギリスの女性陸上競技選手が獲得した初めてのものとなった。

## 経歴
17歳のときに五種競技で4046点の英国新記録を樹立し、1958年のコモンウェルスゲームズの走幅跳では銀メダルを獲得している。
1960年ローマオリンピックの走幅跳では予選で6m33の英国新記録を樹立。決勝に期待がかかったが、決勝では3回の跳躍のうち2回がファールとなり結局9位に終わる。もし予選と同じ跳躍ができていれば銀メダルであった。彼女は80mハードルにも出場し、惜しくも4位という結果に終わっている。
1964年東京オリンピックでは、走幅跳での金メダルに加えて五種競技でも銀メダル。それから4×100mリレーでも銅メダルを獲得している。
その後、1966年のコモンウェルスゲームズでは走幅跳で優勝するが、1968年メキシコシティーオリンピックでは負傷してオリンピック代表に選ばれず、同年で引退した。

## 主な実績
| 年   | 大会                   | 場所                         | 種目         | 結果 | 記録  |
| ---- | ---------------------- | ---------------------------- | ------------ | ---- | ----- |
| 1958 | コモンウェルスゲームズ | カーディフ(ウェールズ)       | 走幅跳       | 2位  | 5m97  |
| 1962 | ヨーロッパ陸上選手権   | ベオグラード(ユーゴスラビア) | 走幅跳       | 3位  | 6m22  |
| 1962 | ヨーロッパ陸上選手権   | ベオグラード(ユーゴスラビア) | 4×100mリレー | 3位  | 44秒9 |
| 1964 | オリンピック           | 東京(日本)                   | 走幅跳       | 1位  | 6m76  |
| 1964 | オリンピック           | 東京(日本)                   | 五種競技     | 2位  | 5035  |
| 1964 | オリンピック           | 東京(日本)                   | 4×100mリレー | 3位  | 44秒0 |
| 1966 | コモンウェルスゲームズ | キングストン(ジャマイカ)     | 走幅跳       | 1位  | 6m36  |